# Después del último tren
 Después del último tren  es una película de Argentina filmada en colores dirigida por Miguel Mirra según su guion basado en la novela Viejo camino del maíz de Adolfo Colombres, que no fue estrenada comercialmente y tiene como protagonistas a Víctor Laplace, Selva Alemán, Federico Luppi y María Fiorentino.

## Producción
En noviembre de 1988 se comenzó a rodar sobre la misma novela una película titulada Caminos del maíz pero un incendio que afectó equipos y decorados obligó a postergar la filmación hasta julio de 1989, en que fue reanudada. Esta nueva etapa, que configuró un proyecto diferente dio origen a este filme. La película fue filmada parcialmente en el Mercado Lanar de Avellaneda, La Boca, Don Bosco, La Plata y Luján.

## Sinopsis
A principios del siglo XX, en un pueblo de provincia donde se trabaja y se sufre, pero se vive, el hombre fuerte del lugar, su mujer, un forastero, su amante y los secuaces, en un pueblo lleno de luchas y conflictos. Al mismo tiempo, mezclados con los vivos, los que quedarán cuando pase el último tren, y todo se transforme en un desierto poblado de fantasmas. 

## Reparto
- Victor Laplace
- Selva Alemán
- Federico Luppi
- María Fiorentino
- Norberto Díaz
- Alberto Benegas
- Alfredo Cabrera
- Silvina Segundo
- Paulino Andrada
- Juan Manuel Espeche
- Guillermo Chávez
- Meme Trezza
- Martín Coria
- Chango Farías Gómez
- Mabel Sabin
- Mosquito Sancinetto

## Comentarios
Miguel Mirra declaró  en Página 12:

”Creo que con el otro proyecto me equivoque en varias cosas, en primer lugar por haberlo hecho de manra industrial con un criterio realista de la estética y tratando de hacer una construcción fidedigna de la época, y de hecho quedé atado a una metodología de trabajo y a una estructura que no conoía y no compartía.”